# Episodi di Rex (sesta stagione)
La  sesta stagione della serie televisiva Rex, composta da 12 episodi, è stata trasmessa per la prima volta in Australia dal 20 dicembre 2013 sulla rete SBS One.
In Italia la stagione è stata trasmessa dal 24 febbraio al 24 marzo 2014 su Rai 2. È stato anche ripreso un episodio speciale con Jürgen Maurer nei panni del commissario Andrea Mitterer, puntata pilota volta ad analizzare la risposta del pubblico per valutare se spostare l'ambientazione della serie in Alto Adige: questa è stata trasmessa in prima visione il 14 novembre 2015.
| nº | Titolo italiano                          | Prima TV Australia | Prima TV Italia  |
| -- | ---------------------------------------- | ------------------ | ---------------- |
| 1  | Festa di laurea                          | 20 dicembre 2013   | 24 febbraio 2014 |
| 2  | Terzo tempo                              | 27 dicembre 2013   | 24 febbraio 2014 |
| 3  | Cioccolata amara                         | 3 gennaio 2014     | 3 marzo 2014     |
| 4  | Wunderkammer                             | 10 gennaio 2014    | 3 marzo 2014     |
| 5  | Lotta di classe                          | 17 gennaio 2014    | 10 marzo 2014    |
| 6  | Tango assassino                          | 24 gennaio 2014    | 10 marzo 2014    |
| 7  | Magic Land                               | 31 gennaio 2014    | 17 marzo 2014    |
| 8  | Notte in bianco                          | 7 febbraio 2014    | 17 marzo 2014    |
| 9  | A pezzi                                  | 14 febbraio 2014   | 24 marzo 2014    |
| 10 | Gli artisti del rimorchio                | 21 febbraio 2014   | 24 marzo 2014    |
| 11 | L'era glaciale - Montagne rosse          | 28 febbraio 2014   | 14 novembre 2015 |
| 12 | L'era glaciale - Un bambino nel ghiaccio | 28 febbraio 2014   | 14 novembre 2015 |

## Festa di laurea
- Diretto da: Raffaele Verzillo
- Scritto da: Monica Zapelli

### Trama
Un professore di una università online viene trovato assassinato in un quartiere di Roma. Le indagini si concentrano sull'università, e il commissario Marco Terzani (Francesco Arca) e Rex esplorano il variegato mondo della facoltà online. Il professore aveva insegnato antropologia culturale, ed è questa disciplina che mette l'ispettore sulle tracce di una misteriosa comunità spirituale che il docente aveva suggerito come oggetto di una tesi di laurea ad uno studente.
Guest star: Enrico Silvestrin
- Ascolti Italia: telespettatori 1 866 000 - share 6,21%.[2] Share replica 7,82%.

## Terzo tempo
- Diretto da: Marco Serafini
- Scritto da: Jacopo Fantastichini e Francesco Favale

### Trama
Il presidente di un club di rugby, Eugenio Sartor, viene ucciso nella sua casa poco dopo l'allenamento della squadra. Sartor, il proprietario delle Aquile, era stato costretto a chiedere aiuto a suo cognato Mazzilli per rimettere in ordine le finanze del club. Mazzilli era così diventato socio in affari della vittima, rinunciando alla proprietà di una squadra di calcio di seconda divisione. Il commissario Terzani e Rex sospettano inizialmente uno dei giocatori, Michele Caccia, e poi un criminale implicato in uno scandalo di partite truccate di calcio, Merlo. Quest'ultimo, però, viene ucciso da Mazzilli durante il tentativo di rapire la figlia di Sartor.
- Altri interpreti: Sergio Romano
- Ascolti Italia: telespettatori 1 676 000 - share 6,24%.[2] Share replica 7,82%.

## Cioccolata amara
- Diretto da: Marco Serafini
- Scritto da: Andrea Oliva

### Trama
Quando il presidente di una fabbrica di cioccolato, Ruggiero Onorati, muore per aver mangiato un cioccolatino avvelenato, il commissario Terzani e Rex concentrano la loro indagine sulla famiglia dell'uomo, dove emergono aspri conflitti.
- Altri interpreti: Carlotta Miti, Bianca Maria D'Amato
- Ascolti Italia: telespettatori 1 657 000 - share 5,54%.[3] Share replica 7,74%.

## Wunderkammer
- Diretto da: Marco Serafini
- Scritto da: Francesco Cioce

### Trama
Il commissario Terzani e Rex iniziano ad indagare quando il ricco proprietario di una società di costruzioni viene ucciso da un colpo di fucile durante una battuta di caccia.
- Guest star: Claudio Bigagli, Fabio Ferrari Andrea Carpinteri
- Ascolti Italia: telespettatori 1 504 000 - share 5,44%.[3] Ascolti replica 1 534 000 - share replica 7.74%

## Lotta di classe
- Diretto da: Fernando Muraca
- Scritto da: Gianluca Ansanelli

### Trama
Una professoressa che accompagna gli studenti ad una gita scolastica a Roma si reca al commissariato di polizia per segnalare che una delle sue allieve, Sara Borelli, è stata vittima di bullismo e drogata mentre era in albergo. Interrogata dal commissario Terzani, Sara racconta di come sia stata inconsapevolmente drogata dalla compagna di classe Clara Moretti. Poco dopo tuttavia, viene rinvenuto il cadavere di Clara, caduto dalla finestra del bagno dello commissariato. Quello che in un primo momento era sembrato un tragico incidente si trasforma ben presto in un caso di omicidio.
- Ascolti Italia: telespettatori 1 830 000 - share 6,15%.[4] Share replica 6,69%.

## Tango assassino
- Diretto da: Fernando Muraca
- Scritto da: Miranda Pisione

### Trama
Un attraente insegnante di tango, Corrado Fanti, viene trovato assassinato nella sua balera. È stato avvelenato, e la sua casa saccheggiata. Le indagini si concentrano sulle sue tresche con le studentesse, perennemente in competizione per il privilegio di ballare - e non solo - con lui. Tuttavia, il commissario Terzani e Rex scoprono che anche una collega di Fanti nella stessa scuola è stata presa di mira dallo stesso assassino.
- Ascolti Italia: telespettatori 1 624 000 - share 6,32%.[4] Share replica 7,7%.

## Magic Land
- Diretto da: Fernando Muraca
- Scritto da: Massimo Reale e Antonio Lauro

### Trama
Mentre Terzani, Rex e Monterosso sono al parco dei divertimenti, avviene un omicidio: la vittima è Marie Bligny, una ballerina che si esibisce in uno degli spettacoli. Le indagini si concentrano sulle rivalità professionali e le gelosie tra i numerosi ballerini, stuntman e Massimo Forghieri, direttore del parco, che Terzani e Rex scoprono coinvolto nel fiorente commercio illegale di anfetamine.
- Altri interpreti: Adriano Braidotti, Thierry Toscan, Gisella Szaniszló
- Ascolti Italia: telespettatori 1 834 000 - share 6,12%.[5]

## Notte in bianco
- Diretto da: Nicola Perrucci
- Scritto da: Massimo Reale e Antonio Lauro

### Trama
Un poliziotto sotto copertura, Michele Rossi, infiltrato in una grande organizzazione criminale viene assassinato in un'imboscata da due misteriosi killer professionisti. L'ispettore Terzani, caro amico della vittima, disobbedisce agli ordini di Gori e conduce la sua personale indagine. In incognito, Terzani e Rex si fanno ammettere come pazienti in una lussuosa clinica privata gestita da un rinomato specialista, il dottor Nevio Cangelosi.
- Ascolti Italia: telespettatori 1 461 000 - share 5,53%.[5] Share replica 6,7%.

## A pezzi
- Diretto da: Raffaele Verzillo
- Scritto da: Massimo Reale e Antonio Lauro

### Trama
L'alto funzionario di un ufficio postale viene assassinato nel suo appartamento. Le indagini sembrano orientare Terzani e Rex verso l'ex moglie della vittima, ma la situazione è molto più complessa.
- Ascolti Italia: telespettatori 2 039 000 - share 6,73%.[6] Share replica 7,85%.

## Gli artisti del rimorchio
- Diretto da: Nicola Perrucci
- Scritto da: Stefano Anghelé

### Trama
Un istruttore della seduzione, famoso per i suoi corsi sulle tecniche per superare le proprie inibizioni, viene accoltellato a morte in un bar durante una lezione pratica.
- Altri interpreti: Dario Cassini, Dario Aita, Ilaria Spada
- Ascolti Italia: telespettatori 1 691 000 - share 6,24%.[6] Share replica 7,85%.

## L'era glaciale - Montagne rosse
- Diretto da: Erhard Riedlsperger
- Scritto da: Stefan Brunner

### Trama
Rex accompagnato da Monterosso si reca a Merano dove aiuterà il commissario Mitterer, rimasto vedovo da poco, a far luce sul rapimento di un bambino.
- Altri interpreti: Massimo Dapporto, Michele Alhaique, Chiara Nicola
- Ascolti Italia: telespettatori 506 000 - share 5,80%.[7]

## L'era glaciale - Un bambino nel ghiaccio
- Diretto da: Erhard Riedlsperger
- Scritto da: Stefan Brunner

### Trama
Rex e Mitterer sono diventati colleghi e insieme trovano il bambino che viene liberato dai suoi rapitori, ma mentre il piccolo cerca aiuto una lastra di ghiaccio sotto i suoi piedi si crepa facendolo cadere in acqua.
- Altri interpreti: Giuseppe De Rosa
- Ascolti Italia: telespettatori 908 000 - share 6,89%.[7]